# 燕娜·泰勒
燕娜·泰勒（Janne Teller，1964年4月8日—）是一位具有德國背景的丹麥人，她的母親來自奧地利，祖父來自北德。曾在世界各地居住和工作，其中包括在莫桑比克和坦桑尼亞。目前在紐約定居。 
法學院畢業後，她在歐盟和聯合國擔任顧問，去過許多發生戰事的國家。30歲辭職後，開始專職寫作。1999年以首部小說處女作、北歐當代傳奇《奧丁之島》晉身作家行列，《惡童》於2000年出版，是她第二部小說作品，獲得廣泛迴響與討論，此外也曾在[[丹麥和國際報章與雜誌上發表一系列的的短篇小說和散文。目前她的文學作品已被譯成十餘種語文，包括英、美、荷、西、南韓、義大利、法、日本、巴西、匈牙利、巴斯克、克羅埃西亞、斯洛維尼亞等。 
燕娜·泰勒的文學作品主要是小說和散文，也包含短篇小說，內容始終著眼於生命和人類文明，並經常引發爭議和激烈的辯論。燕娜·泰勒獲得許多文學獎項，她的作品被翻譯超過13種語言（2011年8月） 。

## 小說
- 《奧丁之島》
- 《惡童》

## 連結
- Interview at the International Book Festival in Budapest, 2012 （页面存档备份，存于）
- Review of Odin's Island in the Telegraph （页面存档备份，存于）

## 參閱
1. 1 2  .   [2016-12-20]. （原始内容存档于2013-01-14）.

   3.http://www.linkingbooks.com.tw/LNB/author/Author.aspx?ID=0002918